# Doggersbank-incident

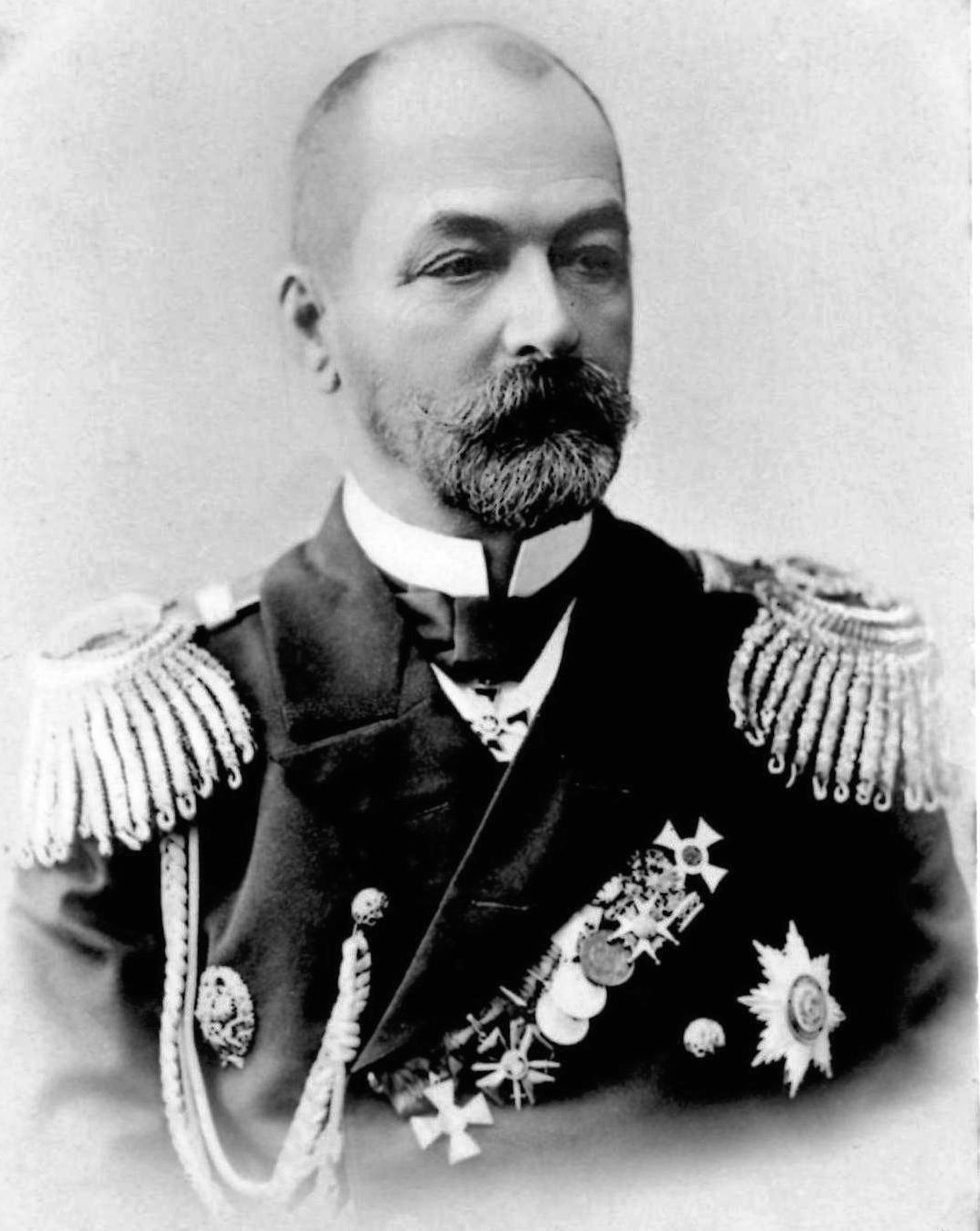
Zinovi Rosjestvenski, commandant van de Russische vloot

Het Doggersbank-incident had plaats toen de Oostzeevloot van de Russische Keizerlijke Marine tijdens het opstomen voor de Russisch-Japanse Oorlog per vergissing Engelse vissersboten onder vuur nam bij de Doggersbank. Dit vond plaats in de nacht van 21 op 22 oktober 1904 en leidde tot spanningen tussen Rusland en het Verenigd Koninkrijk.

## Het incident
Op 15 oktober 1904 vertrok een gedeel van de Russische Oostzeevloot van de marinebasis in Liepāja. Doel van de reis was het ondersteunen van de Russische strijdkrachten in het Verre Oosten tegen de Japanners.
Door verkeerde rapportages en geruchten over de nabijheid van Japanse oorlogsbodems in de dagen na vertrek werden de Russische zeelui steeds zenuwachtiger.
Op de avond van 21 oktober was het mistig en duister. Het Russische schip dat helemaal achteraan voer meldde dat het aangevallen was door een Japanse torpedoboot. In werkelijkheid had het een voorbijvarend Zweeds schip gezien. Enige uren later voer de vloot bij de Doggersbank. Daar bevond zich een aantal Engelse vissersschepen. Vanwege miscommunicatie binnen de Russische vloot werd daarop het vuur geopend. Bij een tien minuten durende beschieting, waarbij door de Russen ook op eigen gelederen werd geschoten, werden drie Engelse vissers en twee Russische opvarenden dodelijk getroffen. Zes vissers en een Russische matroos raakten gewond.

## Nasleep
Door het incident ontstond er een ernstig diplomatiek conflict tussen Rusland en het Verenigd Koninkrijk. Het was echter in het belang van beide partijen en de overige Europese grootmachten dat het conflict werd gesust. De Russische vloot werd een tijdje voor anker gelegd en er werd een internationaal onderzoek ingesteld. De Russen betaalden uiteindelijk een schadevergoeding aan de vissers en de vloot kon haar weg vervolgen.
De Russische marine werd door het Verenigd Koninkrijk de toegang door het Suezkanaal ontzegd. De schepen waren gedwongen om het Afrikaanse continent heen te varen. Hierdoor werd de reis langer en duurder. Het ontbrak de Russen op de Afrikaanse kust aan eigen bevoorradingsmogelijkheden.